# I’m Your Man (Album)
I’m Your Man ist das achte Studioalbum des kanadischen Songwriters Leonard Cohen. Es wurde im Februar 1988 von CBS veröffentlicht. Es enthält mit First We Take Manhattan einen der bekanntesten Songs von Leonard Cohen. Das Lied war schon ein Jahr vorher von Jennifer Warnes veröffentlicht worden.
Der als Gitarrenspieler bekannte Cohen benutzt auf dem Album auch Synthiepop-Elemente.
Einige der neuen Songs spielte Cohen auf einer Europa-Nordamerika-Tour von Mai bis November 1988. Auf YouTube findet man ein Video des Konzerts vom Mai 1988 in San Sebastian.

## Titelliste
Seite 1
| Nr. | Titel                   | Songschreiber           | Länge |
| --- | ----------------------- | ----------------------- | ----- |
| 1.  | First We Take Manhattan | Leonard Cohen           | 6:01  |
| 2.  | Ain’t No Cure for Love  | Cohen                   | 4:50  |
| 3.  | Everybody Knows         | Cohen / Sharon Robinson | 5:36  |
| 4.  | I’m Your Man            | Cohen                   | 4:28  |

Seite 2
| Nr. | Titel           | Songschreiber                 | Länge |
| --- | --------------- | ----------------------------- | ----- |
| 5.  | Take This Waltz | Federico García Lorca / Cohen | 5:59  |
| 6.  | Jazz Police     | Cohen / Jeff Fisher           | 3:53  |
| 7.  | I Can’t Forget  | Cohen                         | 4:31  |
| 8.  | Tower of Song   | Cohen                         | 5:37  |

## Kommerzieller Erfolg

### Chartplatzierungen
| ChartsChartplatzierungen     | Höchstplatzierung | Wochen |
| ---------------------------- | ----------------- | ------ |
| Deutschland (GfK)            | 32 (13 Wo.)       | 13     |
| Österreich (Ö3)              | 22 (22 Wo.)       | 22     |
| Schweiz (IFPI)               | 9 (14 Wo.)        | 14     |
| Vereinigtes Königreich (OCC) | 48 (13 Wo.)       | 13     |

### Auszeichnungen für Musikverkäufe
| Land/Region                  | Auszeichnungen für Musikverkäufe (Land/Region, Auszeichnung, Verkäufe) | Verkäufe |
| ---------------------------- | ---------------------------------------------------------------------- | -------- |
| Australien (ARIA)            | Gold                                                                   | 35.000   |
| Dänemark (IFPI)              | 3× Platin                                                              | 30.000   |
| Finnland (IFPI)              | Gold                                                                   | 25.696   |
| Frankreich (SNEP)            | Gold                                                                   | 100.000  |
| Kanada (MC)                  | 2× Platin                                                              | 200.000  |
| Norwegen (IFPI)              | 4× Platin                                                              | 200.000  |
| Schweden (IFPI)              | Platin                                                                 | 100.000  |
| Spanien (Promusicae)         | Platin                                                                 | 100.000  |
| Vereinigtes Königreich (BPI) | Gold                                                                   | 100.000  |
| Insgesamt                    | 4× Gold · 11× Platin ·                                                 | 880.696  |

Hauptartikel: Leonard Cohen/Auszeichnungen für Musikverkäufe